# Ingo Steuer
Ingo Steuer (ur. 1 listopada 1966 w Karl-Marx-Stadt) – niemiecki łyżwiarz figurowy, startujący w parach sportowych. Brązowy medalista olimpijski z Nagano (1998) i uczestnik igrzysk olimpijskich (1994), mistrz świata (1997), mistrz Europy (1995), zwycięzca finału Grand Prix (1996), mistrz świata juniorów (1984), czterokrotny mistrz Niemiec (1993, 1995–1997).

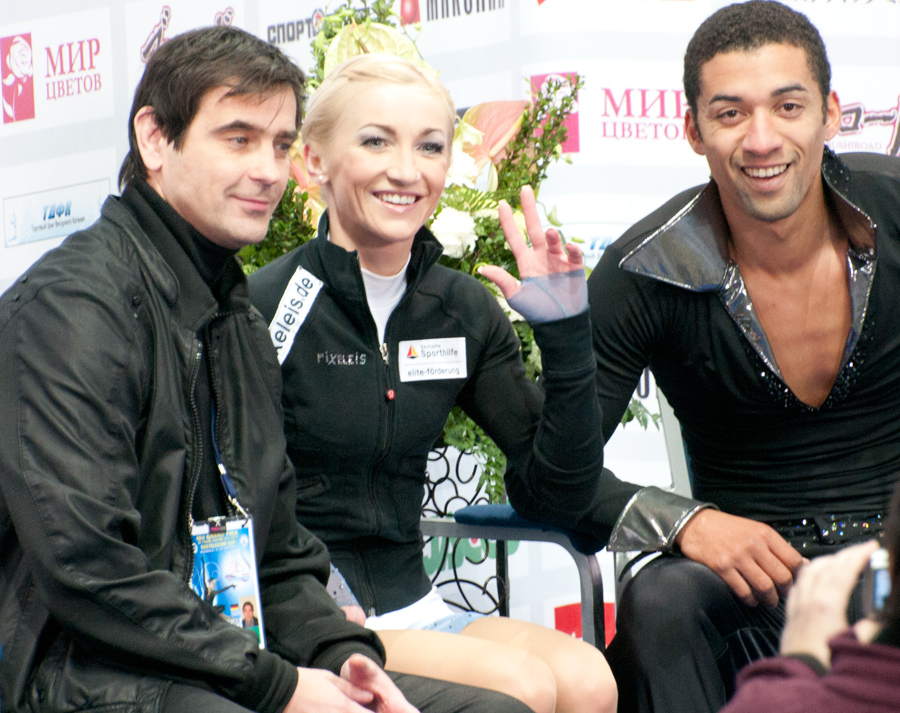
Steuer z parą sportową Alona Sawczenko / Robin Szolkowy na zawodach Rostelecom Cup 2011

Po zakończeniu kariery amatorskiej w 1998 roku został trenerem par sportowych i choreografem w klubie łyżwiarskim w Chemnitz. W latach 2003–2014 prowadził parę Alona Sawczenko / Robin Szolkowy (m.in. 5-krotni mistrzowie świata, dwukrotni brązowi medaliści olimpijscy z Vancouver 2010 i Soczi 2014).

## Osiągnięcia

### Z Mandy Wötzel
| Zawody                        | 92–93          | 93–94          | 94–95          | 95–96          | 96–97          | 97–98          |                |                |                |                |                |                |                |                |                |                |                |
| Międzynarodowe                | Międzynarodowe | Międzynarodowe | Międzynarodowe | Międzynarodowe | Międzynarodowe | Międzynarodowe | Międzynarodowe | Międzynarodowe | Międzynarodowe | Międzynarodowe | Międzynarodowe | Międzynarodowe | Międzynarodowe | Międzynarodowe | Międzynarodowe | Międzynarodowe | Międzynarodowe |
| ----------------------------- | -------------- | -------------- | -------------- | -------------- | -------------- | -------------- | -------------- | -------------- | -------------- | -------------- | -------------- | -------------- | -------------- | -------------- | -------------- | -------------- | -------------- |
| Igrzyska olimpijskie          |                | WD             |                |                |                | 3              |                |                |                |                |                |                |                |                |                |                |                |
| Mistrzostwa świata            | 2              | 4              | 5              | 2              | 1              |                |                |                |                |                |                |                |                |                |                |                |                |
| Mistrzostwa Europy            | 2              | 5              | 1              | 2              | 2              |                |                |                |                |                |                |                |                |                |                |                |                |
| GP Finał Grand Prix           |                |                |                | 3              | 1              | 2              |                |                |                |                |                |                |                |                |                |                |                |
| GP Nations Cup                |                |                |                | 2              | 1              | 1              |                |                |                |                |                |                |                |                |                |                |                |
| GP Cup of Russia              |                |                |                |                | 1              |                |                |                |                |                |                |                |                |                |                |                |                |
| GP NHK Trophy                 |                |                |                | 2              |                |                |                |                |                |                |                |                |                |                |                |                |                |
| GP Skate Canada International |                |                |                |                | 1              |                |                |                |                |                |                |                |                |                |                |                |                |
| GP Trophée Lalique            |                |                |                |                |                | 2              |                |                |                |                |                |                |                |                |                |                |                |
| Nations Cup                   | 1              | 2              | 1              |                |                |                |                |                |                |                |                |                |                |                |                |                |                |
| NHK Trophy                    |                |                | 3              |                |                |                |                |                |                |                |                |                |                |                |                |                |                |
| Piruetten                     | 1              |                |                |                |                |                |                |                |                |                |                |                |                |                |                |                |                |
| Skate Canada International    | 1              |                |                |                |                |                |                |                |                |                |                |                |                |                |                |                |                |
| Trophée de France             |                |                | 3              |                |                |                |                |                |                |                |                |                |                |                |                |                |                |
| Krajowe                       |                |                |                |                |                |                |                |                |                |                |                |                |                |                |                |                |                |
| Mistrzostwa Niemiec           | 1              |                | 1              | 1              | 1              |                |                |                |                |                |                |                |                |                |                |                |                |

### Z Ines Müller
| Zawody                     | 88–89          | 89–90          | 90–91          |                |                |                |                |                |                |                |                |                |                |                |                |                |                |
| Międzynarodowe             | Międzynarodowe | Międzynarodowe | Międzynarodowe | Międzynarodowe | Międzynarodowe | Międzynarodowe | Międzynarodowe | Międzynarodowe | Międzynarodowe | Międzynarodowe | Międzynarodowe | Międzynarodowe | Międzynarodowe | Międzynarodowe | Międzynarodowe | Międzynarodowe | Międzynarodowe |
| -------------------------- | -------------- | -------------- | -------------- | -------------- | -------------- | -------------- | -------------- | -------------- | -------------- | -------------- | -------------- | -------------- | -------------- | -------------- | -------------- | -------------- | -------------- |
| Mistrzostwa Europy         | 7              | 7              |                |                |                |                |                |                |                |                |                |                |                |                |                |                |                |
| Nations Cup                |                |                | 5              |                |                |                |                |                |                |                |                |                |                |                |                |                |                |
| Prize of Moscow News       | 9              |                |                |                |                |                |                |                |                |                |                |                |                |                |                |                |                |
| Skate Canada International |                |                | 5              |                |                |                |                |                |                |                |                |                |                |                |                |                |                |
| Krajowe                    |                |                |                |                |                |                |                |                |                |                |                |                |                |                |                |                |                |
| Mistrzostwa Niemiec        |                |                | 4              |                |                |                |                |                |                |                |                |                |                |                |                |                |                |
| Mistrzostwa NRD            | 3              | 3              |                |                |                |                |                |                |                |                |                |                |                |                |                |                |                |

### Z Manuelą Landgraf
| Zawody                                | 82–83          | 83–84          | 84–85          | 85–86          |                |                |                |                |                |                |                |                |                |                |                |                |                |
| Międzynarodowe                        | Międzynarodowe | Międzynarodowe | Międzynarodowe | Międzynarodowe | Międzynarodowe | Międzynarodowe | Międzynarodowe | Międzynarodowe | Międzynarodowe | Międzynarodowe | Międzynarodowe | Międzynarodowe | Międzynarodowe | Międzynarodowe | Międzynarodowe | Międzynarodowe | Międzynarodowe |
| ------------------------------------- | -------------- | -------------- | -------------- | -------------- | -------------- | -------------- | -------------- | -------------- | -------------- | -------------- | -------------- | -------------- | -------------- | -------------- | -------------- | -------------- | -------------- |
| Mistrzostwa świata                    |                |                | 8              | 11             |                |                |                |                |                |                |                |                |                |                |                |                |                |
| Mistrzostwa Europy                    |                |                | 5              | 5              |                |                |                |                |                |                |                |                |                |                |                |                |                |
| Międzynarodowe: Kategorie młodzieżowe |                |                |                |                |                |                |                |                |                |                |                |                |                |                |                |                |                |
| Mistrzostwa Świata Juniorów           | 4              | 1              |                |                |                |                |                |                |                |                |                |                |                |                |                |                |                |
| Grand Prize SNP                       |                | 2              |                |                |                |                |                |                |                |                |                |                |                |                |                |                |                |
| Krajowe                               |                |                |                |                |                |                |                |                |                |                |                |                |                |                |                |                |                |
| Mistrzostwa NRD                       |                |                | 2              |                |                |                |                |                |                |                |                |                |                |                |                |                |                |